# Brevicornu beatum
Brevicornu beatum är en tvåvingeart som först beskrevs av Oskar Augustus Johannsen 1912.  Brevicornu beatum ingår i släktet Brevicornu och familjen svampmyggor. Arten är reproducerande i Sverige. Inga underarter finns listade i Catalogue of Life.